# Guerres angleses
Les Guerres angleses (danès: Englandskrigene anglès: English Wars) foren un seguit de conflictes entre Anglaterra i Suècia amb Dinamarca-Noruega com a part de la Guerres Napoleòniques. Porta el nom de la regió més destacada del seu altre participant principal, el Regne Unit, que va declarar la guerra a Dinamarca-Noruega a causa dels desacords sobre la neutralitat de comerç danès i per prevenir que la flota danesa caigués en mans del Primer Imperi Francès. Es va iniciar amb la primera batalla de Copenhaguen en 1801 i la seva última etapa des de 1807 en endavant fou seguida per la Guerra de les Canoneres, la Guerra danosueca de 1808-1809 i la invasió sueca de Holstein el 1814.

## Preludi
Després de la mort del ministre de Relacions Exteriors de Dinamarca-Noruega Andreas Peter Bernstorff en 1800, el príncep hereu Frederic va començar a exercir la seva voluntat en totes les àrees. Això significava que el ministre de Finances Ernst Heinrich von Schimmelmann ignorés les protestes procedents del ministre d'Afers Exteriors Christian Günther von Bernstorff per atorgar finalment les reiterades sol·licituds, procedents del comerciant d'origen holandès Frédéric de Coninck, d'un comboi naval per acompanyar 40 vaixells mercants. Aquest comboi transportava productes principalment francesos i holandesos de les Índies Orientals Neerlandeses a Copenhaguen. Això va conduir a una "neutralitat armada" i per bé que va donar senyals mixtos a la resta del món pel que fa a aquesta neutralitat, Dinamarca-Noruega va seguir insistint en la inviolabilitat dels vaixells que navegaven sota banderes neutrals. L'endemà es van enviar diversos altres combois d'aquesta mena, i aquests van rebre ordres de resistir si els vaixells de guerra estrangers tractaven d'examinar els documents o les càrregues dels vaixells de bandera danesa, fos quina fos la mida de la força a la qual el comboi s'enfrontés. Aquesta era una estratègia d'alt risc, ja que molts vaixells no danesos navegaven sota pavelló danès per obtenir els seus beneficis de neutralitat, i per bé que la política va resultar rendible en el seu primer any, també va provocar protestes diplomàtiques del Regne Unit.
Al desembre 1799 un mariner anglès que tractava de verificar un vaixell de bandera danesa a Gibraltar va ser assassinat. Quan en 1800 semblava que Rússia encapçalaria una nova Lliga de la Neutralitat Armada Gran Bretanya va reaccionar, en l'estiu d'aquell any amb un esquadró de 130 canons, per tractar d'abordar un comboi, escortat per la fragata de 40 canons danesa Freya, a Oostende. D'acord amb les seves ordres, el capità de la Freya es va negar i va presentar batalla, però es va veure obligat a abaixar la seva bandera després d'una hora. Això va portar a Dinamarca-Noruega a demanar a Rússia que s'unís a la Neutralitat Armada, encara que a l'agost una flota britànica va arribar de Copenhaguen. Sota l'amenaça d'un bombardeig britànic Christian Bernstorff va prometre aturar els combois temporalment mentre que Dinamarca i el Regne Unit van establir normes comunes sobre com i quan s'utilitzarien els combois.
Al mes següent, un ambaixador de Rússia va arribar a Dinamarca amb una invitació formal per al país per unir-se a la Lliga de la Neutralitat Armada, juntament amb Suècia, Rússia i Prússia (encapçalada pel tsar Pau I de Rússia), la qual cosa va fer el desembre del 1800. No obstant això, el 1801 el tsar va signar una aliança amb França, i llavors Rússia i França forçaren, a través d'això, el tancament de tots els ports d'Europa al comerç britànic, la qual cosa va conduir el Regne Unit a exigir que Dinamarca-Noruega abandonés immediatament la Lliga. No obstant això, aquesta falta d'aplicació faria que Dinamarca-Noruega semblés aliar-se amb el Regne Unit i, per tant, era gairebé segur que faria que fos envaïda per un dels aliats de França o de Rússia (Suècia tenia un ull posat en Noruega, llavors part de Dinamarca i, si Prússia podia conquistar Jutlàndia al mateix temps, l'accés britànic a la mar Bàltica podria quedar completament tallat). Per tant, Dinamarca-Noruega va triar el menor de dos mals i va refusar totes les propostes britàniques per entaular negociacions. Així doncs, el Regne Unit va enviar una flota contra Dinamarca el 12 de març 1801 per treure Dinamarca-Noruega de la Lliga per la força.

## Desenvolupament

### Copenhaguen (1801)

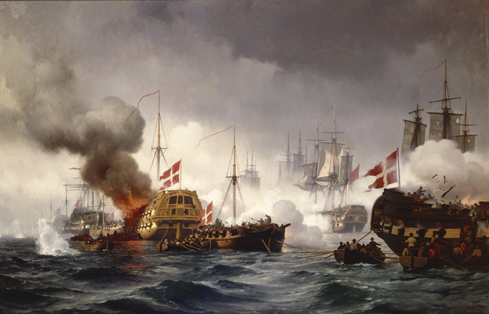
Els vaixells danesos de línia Kronborg i Dannebrog, en la batalla.

Els danesos havien començat a preparar-se per un possible atac dels britànics, però gran part de la flota no estava, a finals de març, llesta després de l'hivern i podrien caldre fins a sis setmanes perquè estigués a punt. Així doncs la defensa danesa era que els vaixells que tenien disponibles protegissin l'entrada a Copenhaguen deixant-los ancorats en la línia corba de Trekroner a Amager. Es van col·locar petites embarcacions i barcasses amb armes de foc es van col·locar entre aquestes fortaleses. L'ordre va ser donada a Olfert Fischer, que es va col·locar enmig de la formació, amb el seu vaixell Dannebrog. La manca de tripulació en els diferents vaixells fou esmenada mitjançant l'oferiment de 15 "riksdaler" en salaris, seguida d'un ràpid entrenament en l'ús d'un canó i un missatge animant a lluitar valentament pel rei i pel país.
La flota britànica va poder passar Kronborg sense obstacles el 30 de març i va continuar cap a Copenhaguen al llarg de la costa sueca. El príncep hereu Frederic havia dit, per por que els suecs quedessin exempts de l'impost de l'Øresund, que no rebria ajuts d'ells en la batalla. La flota sueca encara estava, per iniciativa de Gustau IV Adolf, en camí d'ajudar els danesos, però no ho va poder fer a causa del mal temps Al migdia la flota britànica tenia l'àncora a l'escull de Taarbæk. El pla de l'almirall Sir Hyde Parker era que la meitat de la seva flota ataqués la flota danesa des del sud, mentre que la resta hauria d'atacar el bloqueig danès a Kronløbet. L'atac finalitzaria després amb un atac a l'illa de Trekroner. Els següents dies els britànics es prepararen per atacar, i van navegar més al sud, més enllà de Copenhaguen, per evitar les bateries de terres daneses Sixtus, Quintus i Trekroner.
Sir Horatio Nelson havia rebut el comandament de dotze navilis de línia britànics, amb el casc menys profund, i que per tant podrien escolar-se a través de zones poc profundes i desconegudes. Ell, però, va prendre la iniciativa d'atacar, i quatre dels seus vaixells més grans (Elephant, Defiance, Russel i Bellona) van encallar ràpidament. La batalla es va perllongar en el temps, i després de quatre hores d'intensos combats encara no s'havia decidit qui guanyaria. Parker, que estava amb la resta de la flota, a 200 metres de la línia de defensa de Dinamarca, va rebre l'impacte dels canons de Trekrone, i va assenyalar a Nelson que havia de retirar la flota. Nelson, però, estava decidit a guanyar la batalla i va ignorar l'ordre. Nelson s'havia adonat que molts dels vaixells danesos que havien hissat la bandera blanca de rendició seguien disparant. A causa d'això, Nelson va enviar un amicus amb una carta al príncep hereu Frederic en la qual Nelson amenaçava de cremar totes les piles capturats, barcasses i vaixells i deia que no podria fer res "per salvar les ànimes dels valents danesos valents que els defensaven."
Nelson va explicar més tard que la carta va ser escrita per la seva compassió pels danesos, però els historiadors danesos sostenen constantment que el missatge no era més que un estratagema, un intent desesperat per part de Nelson d'aturar la batalla. Els mateixos historiadors afirmen també que Nelson no havia, en realitat, capturat un sol vaixell danonoruec quan va enviar la carta. Les afirmacions es basen en el fet que els tres cuirassats britànics havien perdut la seva capacitat de maniobra i estava a l'abast de la bateria de Trekroner.
Fos com fos, el príncep hereu Frederic podia veure, des de la seva posició al port, que la batalla ja no tenia cap propòsit i va acordar una treva sense consultar els comandants danonoruecs, Olfert Fischer i Steen Bille.

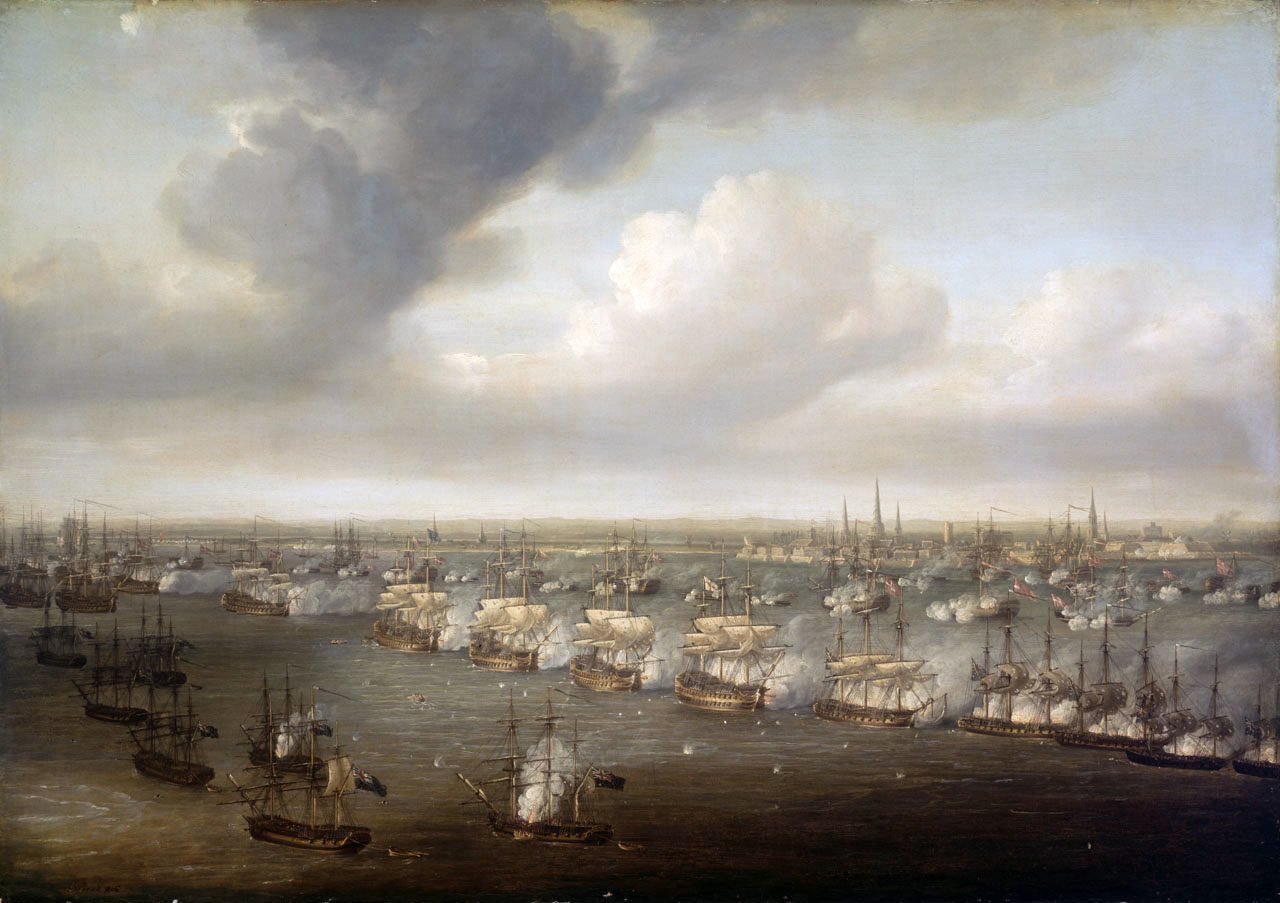
Batalla de Copenhaguen (1801)

#### Conseqüències
No obstant això, mentre la flota britànica es dirigia cap a Dinamarca, la situació política havia canviat dràsticament. El 21 de març, els britànics havien entrat en negociacions de pau amb França, i el 24 de març havien enviat diplomàtics a Rússia per tal d'aclarir el camí per a un enteniment polític. Els britànics no sabia que poc després el tsar seria assassinat, i el seu fill Alexandre es faria càrrec del tron. Aquest també volia trobar un punt d'enteniment polític amb Anglaterra, i el 25 de març també va despatxar un correu. Ni la flota britànica Bàltic ni el govern danès coneixien, però, aquesta mena de plans. Per tant, si s'hagués lliurat la Batalla de Copenhaguen, fins i tot des que es va lliurar, hagués perdut tota legitimitat política. Dinamarca va lluitar perquè temia més el tsar rus que els anglesos, però quan es va lliurar la batalla ell ja no hi era, i l'anuncia de la seva mort va arribar per primer cop a Dinamarca el 8 d'abril, i això significava que l'armistici del 9 d'abril començava amb la nova situació política.
Amb la mort del tsar Pau el pacte de neutralitat dequeia i Dinamarca es veia reduïda a un espectador impotent, i subordinada a les noves potències d'Europa després de vuit anys de guerra. El rei suec va optar per considerar la treva com una traïció al Pacte de Neutralitat i es va aprofitar d'això per debilitar la posició de Dinamarca a Sant Petersburg. Al mateix temps, tenien plans per atacar primer Noruega i després Copenhaguen, de manera que podrien aprofitar-se de la posició feble de Dinamarca després de l'armistici. Els plans van haver de ser abandonats a causa de la manca de suport de les superpotències.
Prússia, a qui Dinamarca havia contribuït a empènyer a la Lliga de la Neutralitat Armada, la va deixar en el mateix moment que l'avís de canvi de monarca va arribar a Berlín. Al mateix temps Prússia ara exigia a Dinamarca-Noruega que li cedís immediatament Hamburg, mentre que Dinamarca contemplava impotent com Prússia mantenia la seva ocupació de Hannover i Laurenburg. Dinamarca-Noruega, que havia estat obligada a acceptar diverses amargues derrotes diplomàtiques a causa de la seva política de neutralitat, ara es girava envers la Gran Bretanya a través de negociacions directes amb Sir Hawkesbury. Christian Bernstorff havia de viatjar a Londres a finals de maig, amb la finalitat de negociar la possibilitat d'un retorn de parts de la flota danonoruega que havia estat capturada pels britànics durant la batalla de Copenhaguen. Alhora, Bernstorff també va negociar un possible retirada britànica de les colònies danonoruegues que havien ocupat durant la curta guerra curta. Però les negociacions entre Dinamarca-Noruega i el Regne Unit podrien arribar a ser inútils, ja que Dinamarca no tenia res a oferir a Anglaterra o res que la pogués amenaçar.

### Interval
Tot i que Dinamarca-Noruega va haver de renunciar a part de la seva política neutral després de la derrota el 1801, el país pogué continuar el seu comerç amb Gran Bretanya i França fins que la guerra va esclatar de nou entre els dos països al maig de 1803. La guerra va portar a noves hostilitats entre França i l'Imperi Austríac, i després de la victòria de Napoleó Bonaparte sobre les tropes austríaques i russes a Austerlitz el 2 de desembre de 1805, els francesos va governar sobre la majoria d'Europa central. Durant l'estiu de 1806 també va esclatar la guerra entre França i Prússia, i les forces franceses van començar a avançar ràpidament cap a les fronteres de Dinamarca després de la victòria decisiva sobre Prússia a Jena, el 14 octubre de 1806.
Dinamarca ara es veia obligada a reaccionar i el príncep hereu Frederic estacionà la major part del seu exèrcit a Holstein, no només com a prova que no volia participar en les hostilitats al nord d'Alemanya, sinó també com a protecció en cas d'una invasió francesa. Però les coses empitjorarien gradualment per a Dinamarca-Noruega a l'hora de mantenir la seva neutralitat, especialment després de la derrota final de Prússia a mans de Napoleó en la tardor de 1806, quan l'emperador francès el 21 de novembre d'aquell any va declarar l'inici del Bloqueig Continental contra el Regne Unit. Aquest bloqueig que tancaria tot el continent europeu al comerç amb Gran Bretanya, va incitar el Regne Unit, com a reacció, a declarar la prohibició dels vaixells neutrals per al comerç amb França i els seus aliats.
Després del Tractat de Tilsit el 7 de juliol de 1807, Rússia també es va unir al Bloqueig Continental, i llavors França i Rússia, mitjançant una clàusula secreta, acordaren forçar els altres països europeus neutrals a unir-se al bloqueig. Quan això va arribar a ser conegut, el Regne Unit va decidir llançar un ultimàtum a Dinamarca-Noruega: el regne danonoruec, o bé hauria d'unir-se a l'aliança britànica, i col·locar la seva flota sota comandament britànic, o lliurar la flota com a garantia per a la seva contínua neutralitat. La raó d'aquest ultimàtum era en part la desconfiança en el fet que Dinamarca volgués o pogués defensar-se per si mateixa enfront de l'aliança francorussa com el rumors parcials, iniciats pels francesos, que França incorporaria la flota danesa com a pròpia. Per a Dinamarca, aquests requeriments eren completament inacceptables, ja que si Dinamarca s'aliava amb Gran Bretanya, el país sense dubte es veuria aclaparat per França i Suècia, i les oportunitats dels britànics de defensar Dinamarca eren poc realistes.

### Copenhagen (1807)

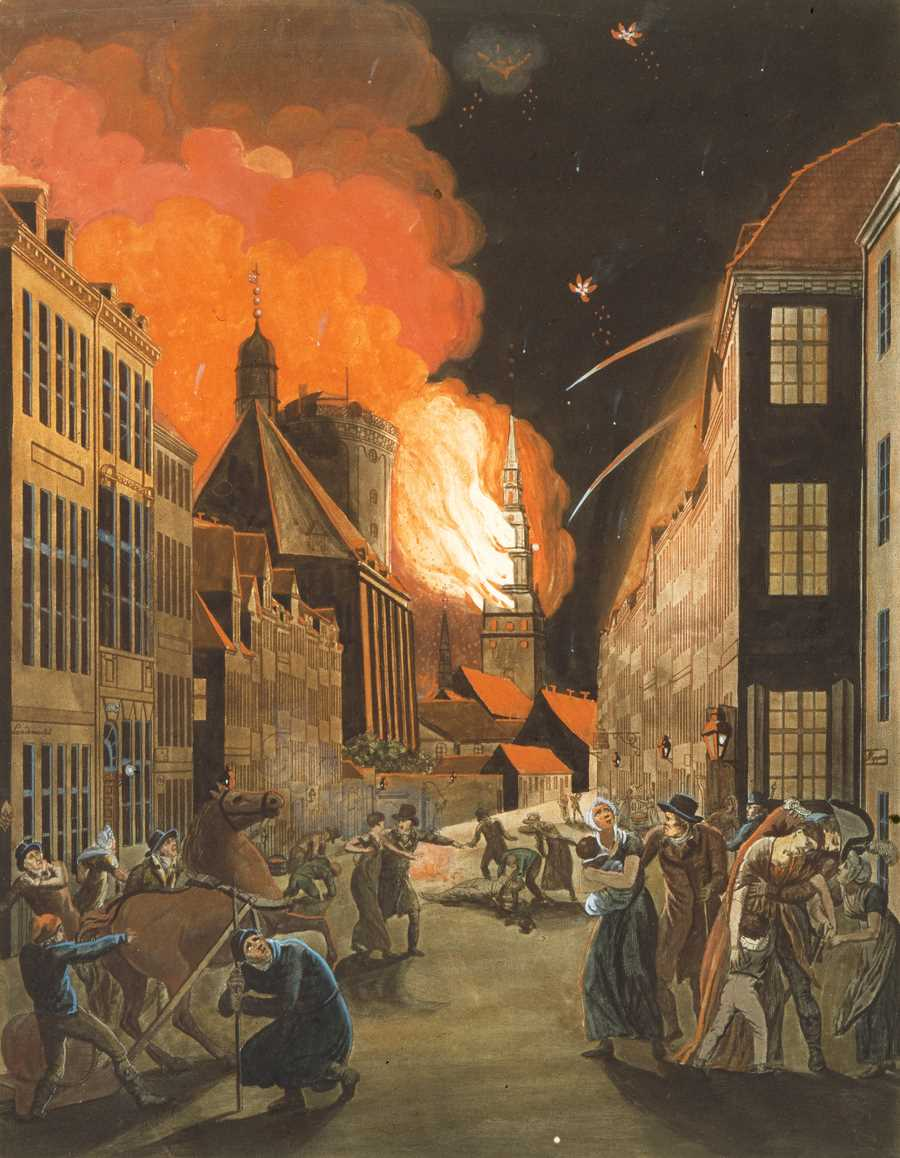
Copenhaguen en flames

Sense cap declaració formal de guerra, els britànics van desembarcar una força important a Vedbæk (Sjælland) el 16 agost de 1807, Atès que la principal força danesa estava a Holstein, amb el rei Cristià VII i el príncep hereu Frederic, el recentment nomenat comandant Ernst Peymann va haver d'enfrontar-se als invasors britànics amb un nombre inferior de milicians no entrenats. Els britànics van iniciar ràpidament el setge de Copenhaguen i es van produir escaramusses menors al sud de la capital. El 29 d'agost, una gran força de la milícia danesa també va ser derrotada a Køge per les forces britàniques, comandades per Sir Arthur Wellesley.
Atès que qualsevol intent de derrotar les forces terrestres britàniques va fallar i des de la flota danesa no estaven preparats per a la batalla, els danesos es prepararen per a un assalt britànic a la capital. Però l'atac mai va arribar, perquè en lloc d'atacar Copenhaguen els britànics van començar a bombardejar la ciutat. El bombardeig va durar del 2 al 6 de setembre i va colpejar en major mesura a la població civil, amb 1.600 morts i un nombre similar de ferits. Després del bombardeig del 6 de setembre Peymann es va rendir i va lliurar la ciutat sense condicions als britànics. Aquesta decisió li va comportar una condemna a mort, però després fou indultat.
Els britànics ara capturaren tots els vaixells danesos que podien preparar-se, van destruir la resta, i es van emportar tot el que hi havia de valor a la base naval danesa de Holmen. També es va oferir una aliança britànicodanesa al príncep hereu Frederic després de l'atac a Copenhaguen, però això fou rebutjat perquè ja s'havia rebut un ultimàtum per part de França, segons el qual havia d'optar entre subscriure el Bloqueig Continental, o preparar-se per a la guerra.

### Aliança amb França
L'assalt britànic sobre Sjælland empenyé Dinamarca als braços de Napoleó el qual, el 31 d'octubre del mateix any, va signar una aliança francodanesa a Fontainebleau. Dinamarca estava ara oficialment en guerra amb Anglaterra i totes les colònies daneses van ser llavors ocupades Alhora, els britànics també van iniciar un bloqueig del transport marítim entre Dinamarca i Noruega, fet que va portar la fam a Noruega, donat que el gra que s'hi conreava i el que s'importava des del nord de Rússia no era suficient.
La resta de la guerra, Dinamarca només podria afirmar-se en aigües daneses mitjançant les petites però efectives canoneres. Aquestes van aconseguir capturar un reduït nombre de vaixells britànics en aigües daneses, durant l'anomenada Guerra de les Canoneres.
Atès que Suècia havia estat un aliat de la Gran Bretanya en la guerra contra França des de 1805, i atès que Rússia després del tractat de pau amb França a Tilsit havia format una aliança amb Napoleó, el tsar Alexandre va veure això com una oportunitat per atacar i prendre Finlàndia a Suècia. Així, al febrer 1808 els russos van iniciar la guerra finlandesa, marxà amb 24.000 homes sobre Finlàndia i ocupà Hämeenlinna. Després de l'atac de Rússia sobre Suècia, el príncep hereu Frederic també va veure l'oportunitat d'aprofitar-se de la posició feble de Suècia i de recuperar les àrees que Dinamarca-Noruega havia perdut envers Suècia després del Tractat de Brömsebro i el Tractat de Roskilde. Dinamarca també s'havia compromès, a través de l'acord de Fontainebleau, a ajudar els francesos i els russos en un possible atac contra Suècia, de manera que el 14 de març de 1808, un dia després de la mort del rei Cristià VII, Dinamarca-Noruega també va declarar la guerra a Suècia. Com a resultat d'aquesta declaració de guerra, Napoleó havia decidit enviar un cos auxiliar, compost per tropes de França, Espanya i els Països Baixos, a Dinamarca. Les tropes van ser dirigits pel mariscal francès Jean-Baptiste Bernadotte, i juntament amb les tropes danonoruegues, haurien d'haver posat en marxa una invasió de Skåne. Però les tropes de Bernadotte mai van arribar més enllà de Sjælland quan el gel va començar a trencar-se en els estrets entre Kattegat i el Mar Bàltic tan aviat com a mitjans de març, i l'aparició de la flota britànica va fer difícil de creuar a Suècia. Les tropes de Bernadotte després van haver de ser allotjades a Kolding, on també va començar l'incendi a Koldinghus. Amb les tropes de Bernadotte encallades a la península danesa, la guerra es desvià, en el seu lloc, cap a la frontera frontera suecnoruega, on les tropes sueques a mitjans d'abril van envair Noruega. La invasió fou, emperò, aturada i tan sols hi va haver escaramusses locals durant la primavera i l'estiu entre les forces de Noruega i Suècia, abans que les tropes sueques, al final de l'estiu, es retiressin a l'altra banda de la frontera.

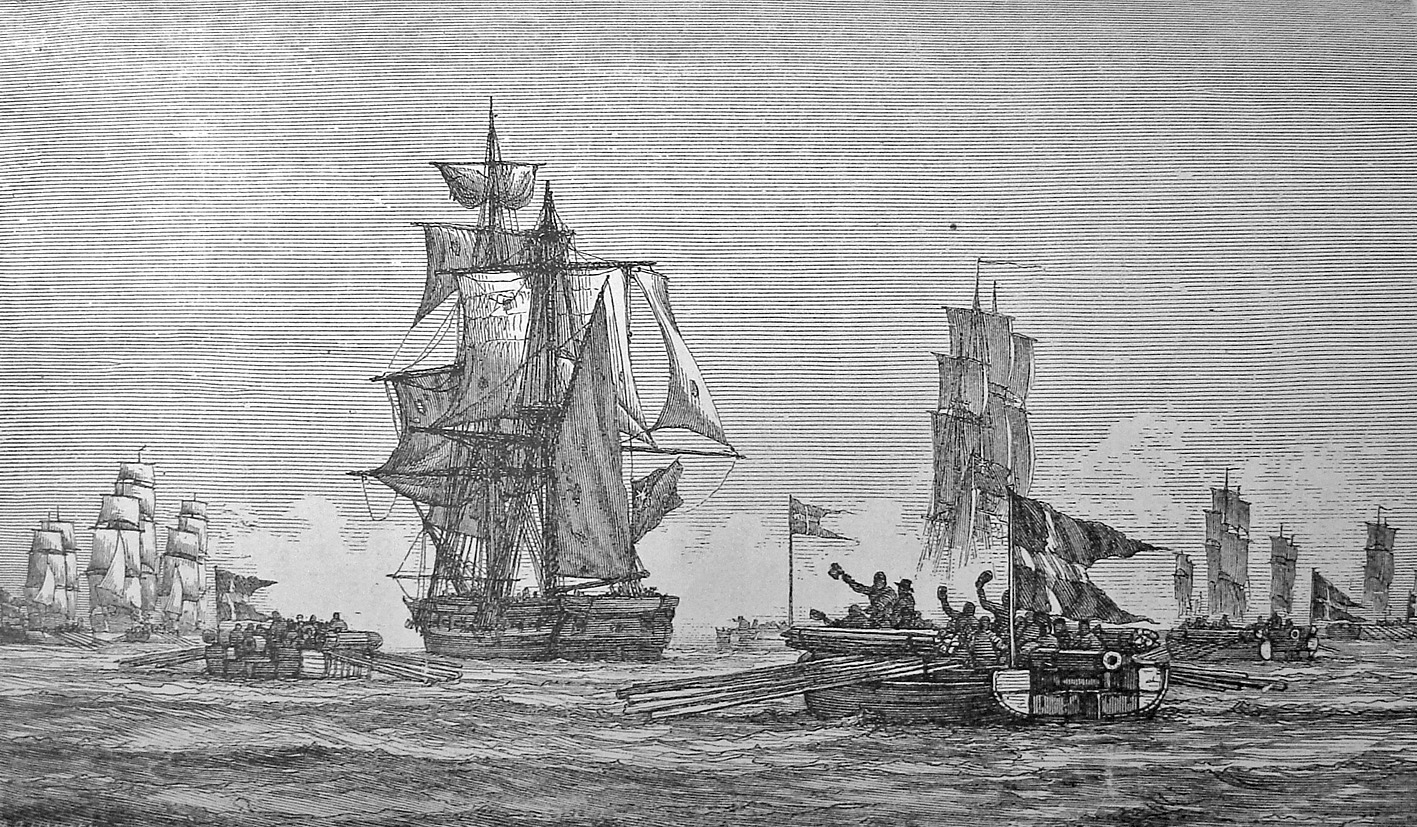
Una canonera danesa captura el bergantí britànic HMS Turbulent el 9 de juny del 1808

A l'agost, les notícies sobre l'aixecament de Madrid van arribar a les tropes espanyoles estacionades a Dinamarca. Això va conduir a un amotinament entre els espanyols, i la consegüent evacuació de la Divisió La Romana, on els britànics evacuaren la major part de les tropes espanyoles a Dinamarca.
En 1812 es va trencar l'aliança francorussa i Suècia i Rússia van esdevenir aliats. Aquesta, després de la fallida invasió napoelònica de Rússia, es va unir a Anglaterra per aquesta aliança. Rússia havia promès a Suècia que després de la guerra donaria suport a la cessió de Noruega envers Suècia, com a compensació per la pèrdua de Finlàndia. Després que Rússia hagués obligat a retirar-se els exèrcits francesos a l'hivern de 1812, va tractar que Dinamarca s'unís a l'aliança antifrancesa, però quan van abandonar aquesta cessió voluntària de Noruega, Frederic VI va rebutjar l'oferta. Durant l'alto el foc a l'estiu de 1813 Dinamarca es va unir de nou a França, com a última oportunitat per mantenir Dinamarca-Noruega unida. L'11 d'agost va començar la guerra de nou i ara Dinamarca es va quedar tota sola amb França. Després de la derrota de Napoleó a Leipzig a l'octubre, les tropes sueques i russes amb el príncep hereu suec Carles Joan (anteriorment Bernadotte), es giraren contra Dinamarca. Es van lliurar alguns petits combats, però el 6 de gener del 1814 va caure Glückstadt (Lykstad) i les últimes forces daneses van ser atrapades a Rendsburg (Rendsborg). Les negociacions de pau van començar el 14 de gener i van concloure amb el Tractat de Kiel, que incloïa la cessió de Noruega al rei de Suècia i els seus descendents. No obstant això, Dinamarca se li va permetre mantenir Groenlàndia, Islàndia i les illes Fèroe. Tanmateix, els noruecs es van revoltar, i el govern danès desplegat mantingué el príncep hereu Cristià com a rei. El príncep hereu suec Carles Joan derrotà, emperò, ràpidament, la resistència noruega.
A la tardor, va començar el Congrés de Viena, on s'hauria de restaurar Europa després de gairebé 20 anys de guerra. El rei danès es va convidar a si mateix a aquesta reunió de tots els governants d'Europa i l'any següent la Pau de Kiel fou confirmada al Congrés de Viena.

### Fallida de l'Estat
Del 1807 al 1813, la guerra es va caracteritzar per l'alta inflació, amb salaris creixents diversos centenars per cent i els preus de gra encara més. No era barat per a Dinamarca mantenir un exèrcit que operava a Holstein i per bé que el 1810 el govern danès va introduir un impost progressiu als ingressos per cobrir el dèficit, no existia l'aparell administratiu necessari per al funcionament del nou sistema. En comptes d'això, va intentar compensar el dèficit imprimint més i més bitllets. De 1806 a 1813 el valor nominal total de la moneda es va multiplicar per sis, però el valor real dels bitllets va disminuir significativament. Així, l'Estat mateix es va declarar en fallida, i va tractar de posar remei a la situació a través d'un reglament de 5 de gener de 1813 que introduïa un canvi en el sistema monetari. El reglament determinava que un nou banc nacional reemplaçaria els antics bancs i començaria a encunyar una nova moneda, el rigsbankdaler, que equivalia a l'antiga moneda en una proporció de 6 a 1. Això va fer que els estalviadors menors, les persones amb els seus diners invertits en bons de l'estat o persones que tenien bitllets de més valor, s'empobrissin relativament. La reforma no va tenir l'efecte desitjat i aviat la gent tenia tan poca confiança en els nous diners nou com l'havien tinguda en els antics. El setembre del 1813, el valor dels rigsbankdalers havia caigut a menys de la desena part.